# Areldia
Areldia é um género botânico pertencente à família das orquídeas (Orchidaceae).

## Espécie
1. Areldia dressleri (Luer) Luer, Monogr. Syst. Bot. Missouri Bot. Gard. 95: 255 (2004).